# Química Nova
Química Nova é uma revista científica de acesso aberto completo (licença Creative Commons) que publica artigos com resultados originais de pesquisa, trabalhos de revisão, educação, divulgação de novos métodos ou técnicas e assuntos gerais em português, espanhol e inglês.
Os artigos submetidos à revista são avaliados por consultores ad hoc (do Brasil e exterior) especialistas na área envolvida e que eventualmente podem pertencer ao Conselho Editorial. Química Nova é uma das revistas científicas publicadas pela PubliSBQ, órgão responsável pelas publicações da Sociedade Brasileira de Química.
Atualmente é indexada por Chemical Abstracts, Science Citation Index, Web of Science, Scopus, Directory of Open Access Journals (DOAJ) e SciELO.